# MicroDragon
MicroDragon là một vệ tinh siêu nhỏ nặng 50 kg, do chương trình giáo dục giữa Nhật Bản và Việt Nam hợp tác. Được nghiên cứu và chế tạo bởi Trung tâm Vệ tinh Quốc gia Việt Nam (VNSC) thuộc Viện Hàn lâm Khoa học và Công nghệ Việt Nam (VAST).
MicroDragon là một sản phẩm nằm trong Hợp phần đào tạo vệ tinh cơ bản, bộ phận của Dự án “Phòng chống thiên tai và biến đổi khí hậu sử dụng vệ tinh quan sát Trái Đất” (viết tắt là Dự án Trung tâm Vũ trụ Việt Nam).

## Mô tả
Vệ tinh MicroDragon có kích thước 50 cm x 50 cm x 50 cm, khối lượng 50 kg. Vệ tinh thiết kế dựa trên kiến trúc Hodoyoshi và có thiết kế tương tự các mẫu vệ tinh HODOYOSHI-3 & 4, UNIFORM-1 và PROCYON. Quỹ đạo hoạt động đồng bộ mặt trời (SSO) ở độ cao khoảng 500 km. Công suất tối đa của các tấm pin năng lượng mặt trời là 100 W, tạo ra từ hai cánh năng lượng mặt trời (SAP) và năm tấm pin được gắn trên thân. Giao tiếp trên băng tần S (4 kbps) - được sử dụng cho các hoạt động vệ tinh, và giao tiếp trên băng tần X (lên đến 10Mbps) được sử dụng cho việc truyền dữ liệu. Ngoài ra, dải tần số UHF được sử dụng để nhận dữ liệu từ mặt đất.

## Hành trình
Lúc 8 giờ 55 phút (giờ UTC+7) ngày 18 tháng 1 năm 2019, vệ tinh MicroDragon cùng với các vệ tinh RISESAT, ALE-1, OrigamiSat-1, Aoba VELOX-IV và NEXUS được phóng lên vũ trụ từ Trung tâm vũ trụ Uchinoura bằng tên lửa Epsilon 4 của Nhật Bản.
Sau khi phóng một ngày, tính đến 10h00 (giờ UTC+9) ngày 19/1, vệ tinh MicroDragon đã có 3 lần liên lạc với trạm mặt đất tại ISAS/JAXA và trung tâm điều khiển tại Đại học Tokyo. Ở những tín hiệu vệ tinh gửi về đầu tiên, các thiết bị trên vệ tinh hoạt động bình thường theo thiết kế.

## Nhiệm vụ
Nhiệm vụ chính của vệ tinh MicroDragon là theo dõi màu sắc của biển, sử dụng cảm biến từ xa thu thập thông tin hàng hải của vùng biển duyên hải Việt Nam, phục vụ cho ngư nghiệp địa phương và các kế hoạch bảo tồn môi trường sống. Đối với lớp vệ tinh siêu nhỏ, đây sẽ là vệ tinh đầu tiên trên thế giới có thể theo dõi được màu sắc của biển bằng công nghệ viễn thám.

## Thông số kỹ thuật
Nguồn
- Kích thước: 50 x 50 x 50 cm
- Khối lượng: 50 kg
- Thời gian hoạt động dự kiến: 3 tháng
- Quỹ đạo:
  - Độ cao ban đầu: 490 km x 551 km
  - Góc nghiêng: 97.3 độ
- Cảm biến:
  - Cảm biến màu đại dương
  - Cảm biến góc quay 3 trục (quay hướng lên-xuống, quay đổi hướng trái-phải, quay nghiêng thân sang trái-phải)
- Liên lạc bằng sóng vô tuyến:
  - Liên kết xuống viễn trắc (telemetry downlink) băng tần S (4/16/32/64 kbps)
  - Liên kết lên (uplink) sóng tần số rất cao (10Mbps) dùng cho việc điểu khiển